# Woman's Medical College of Pennsylvania
Il Woman's Medical College of Pennsylvania (abbreviato in WMCP) fu un Istituto fondato da un gruppo di uomini d’affari, tra cui Joseph S. Longshore e William J. Mullen. È stato uno dei primi college di medicina per sole donne negli Stati Uniti ma, a partire dal 1969, vi furono ammessi anche studenti di sesso maschile, assumendo la denominazione di Medical College of Pennsylvania. Nel 2002 divenne ufficialmente il Drexel University College of Medicine.

## Fondazione
Il Woman’s Medical College of Pennsylvania fu inaugurato nel 1850 come scuola di medicina della Pennsylvania. È la più longeva dello stato e fu una delle prime scuole degli Stati Uniti a permettere alle donne di conseguire una laurea in medicina.
Nel 1848 era stato fondato il New England Female College che, nonostante sia considerato da alcuni la prima scuola medica americana per donne, in quanto offriva loro un corso di studi medici, non fu riconosciuto dallo stato del Massachusetts fino al 30 aprile 1850.
La campagna per istituire la scuola iniziò l’11 marzo del 1849, sotto la guida di una famiglia della Contea di Chester e dei Longshore della contea di Bucks, che collaborarono con l'uomo d’affari William J. Mullen per aprire il Female Medical College of Pennsylvania; solo nel 1867 il suo nome fu cambiato in Woman’s Medical College of Pennsylvania.
Un anno prima che il WMCP fosse inaugurato, Elizabeth Blackwell diventò la prima donna in America ad ottenere una laurea in medicina e chirurgia nel Geneva Medical College di Geneva, nello stato di New York.
Nel 1851 venne avviato il primo corso di laurea, composto da sei docenti uomini per sole otto studentesse, molte delle quali ebbero un notevole successo nella pratica medica. Fra queste è da ricordare Ann Preston, la quale divenne da subito l’insegnante del corso di Fisiologia e Igiene nel College; nel 1866 venne poi nominata decano della facoltà, diventando la prima donna a ricoprire questa carica in una scuola medica americana fino alla sua morte, nel 1872.
Nel 1891 il Woman’s Medical College of Pennsylvania fu tra i primi college ad adottare il ciclo di laurea della durata di quattro anni.

## Difficoltà

### Difficoltà sociali
Nei primi giorni di novembre dell’anno 1869, Anne Broomal, una studentessa del Woman’s Medical College of Pennsylvania, andò alla scuola medica dell'Università della Pennsylvania ad acquistare, per lei e le sue colleghe, dei biglietti per partecipare ad una lezione clinica all'interno dell’ospedale. Una volta presi, però, le fu recapitato un biglietto che riportava le seguenti parole:
Il biglietto venne fatto circolare per fare in modo che nessuno studente maschio potesse perdersi la lezione.
Sabato 6 novembre 1869, venti studentesse arrivarono nel nuovo anfiteatro della scuola medica dell'Università della Pennsylvania. Gli studenti si precipitarono alla rinfusa, salirono sulle sedie, chiamarono le donne con nomi offensivi e lanciarono loro palline di carta, cercando di allontanarle. Quando il tumulto sembrava essere giunto al suo culmine, William Biddle, a nome del decano, informò i ribelli che le donne erano in quell'aula con il suo consenso, che dovevano essere rispettate e che qualsiasi uomo le avesse insultate o umiliate sarebbe stato espulso dall'aula. L’episodio catturò l’interesse della stampa, che lo ribattezzò come "Incidente di Jeering" e che scrisse della rivolta, condannando all'unanimità gli uomini per il loro atteggiamento tutt'altro che signorile. Il Philadelphia Evening Bulletin chiese inoltre l’espulsione degli studenti, che continuavano ad importunare le studentesse per la strada.
A seguito dell'incidente, i giornali iniziarono a prendere posizione in merito alla situazione di discriminazione e al nuovo ruolo che potevano avere le donne nel campo della medicina.
Un esempio è un articolo dal Boston Journal, in cui venne scritto:
Il Michigan newspaper, invece, adottò un approccio più accondiscendente, affermando all'interno di un articolo:
Un altro dibattito interessante fu quello di alcuni dottori che disquisirono sul nome da dare a queste nuove dottoresse: famoso divenne il termine doctoress.

### Difficoltà economiche
La Philadelphia County Medical Society e la Pennsylvania State Medical Society si rifiutarono di ammettere il Woman’s Medical College of Pennsylvania tra gli istituti che insegnavano medicina negli Stati Uniti, radiando tutti i medici che collaboravano professionalmente con le loro colleghe. Senza il sostegno dello Stato, nel 1875 fu fondata un’associazione formata dalle studentesse laureate del WMCP per finanziare il College, che nel 1895 contava più di 300 membri paganti. Attraverso questa unione, le dottoresse riuscirono a sostenere l’università nei periodi più difficili.
Grazie a numerosi finanziamenti, il College riuscì ad espandersi, costruendo persino un dispensario per offrire cure alle donne più povere e ai loro figli, permettendo quindi alle studentesse di fare sempre più esperienza.

## Accesso agli ospedali
L’accesso negli ospedali era fondamentale per le donne medico che volevano migliorare la loro esperienza professionale in medicina e in chirurgia, ma nella maggior parte di essi era loro proibito fare tirocinio. Per permettere perciò alle ragazze di fare esperienza clinica e pratica, un gruppo di uomini d’affari e studiosi fondarono nel 1861 il Woman’s Hospital of Philadelphia, ma le donne continuavano ad essere fortemente sottovalutate, considerate incapaci di studiare medicina e criticate da molti dei loro colleghi uomini. Il Woman’s Medical College of Pennsylvania garantiva quindi alle donne un ambiente sereno, senza la costante supremazia dei dottori, e permetteva loro di studiare e praticare la professione tra sole donne. Non accontentandosi, però, di svolgere tirocini solo in questo ospedale femminile, esse chiesero di poter partecipare a delle lezioni pratiche anche nel Pennsylvania Hospital.

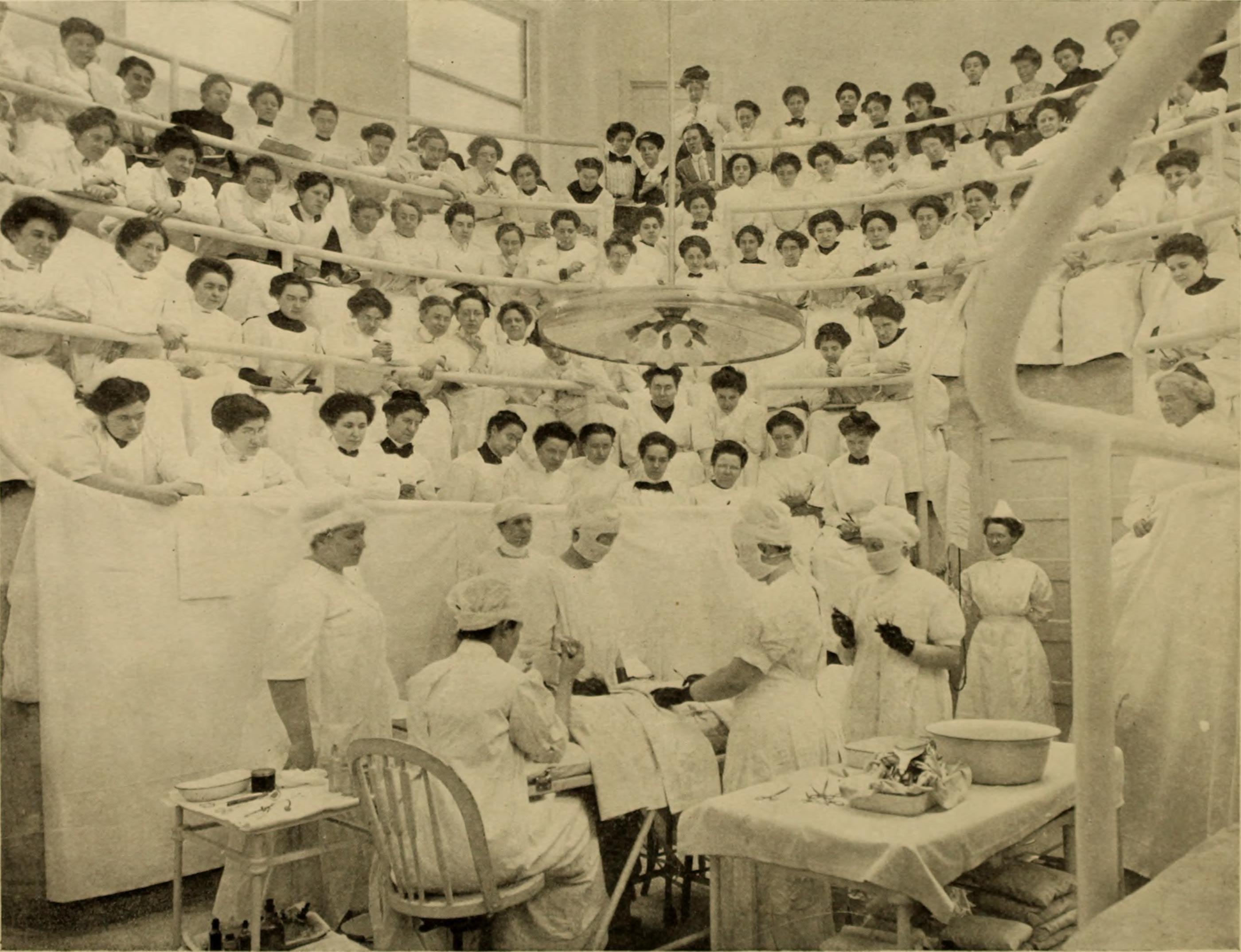
Foto proveniente dall'annuario del 1911

L'opposizione alla presenza di donne nella clinica da parte dei docenti dell’Università della Pennsylvania, del Jefferson Medical College e dei medici dei vari ospedali di Philadelphia portò, il 15 settembre 1869, alla firma di un documento che si basava sulle seguenti considerazioni:
1. Le lezioni pratiche erano compromesse dalla presenza delle donne, in quanto esse mettevano in imbarazzo il docente precludendo così l’istruzione dei medici;
2. Le ispezioni dei corpi maschili risultavano oltraggiose per le studentesse;
3. Veniva abbattuta la barriera del rispetto e veniva persa l'alta stima delle qualità femminili, che hanno origine nelle associazioni domestiche e sociali. Si presentava, invece, un'inevitabile e positiva demoralizzazione degli individui interessati, causando così un grave danno alla morale della società.

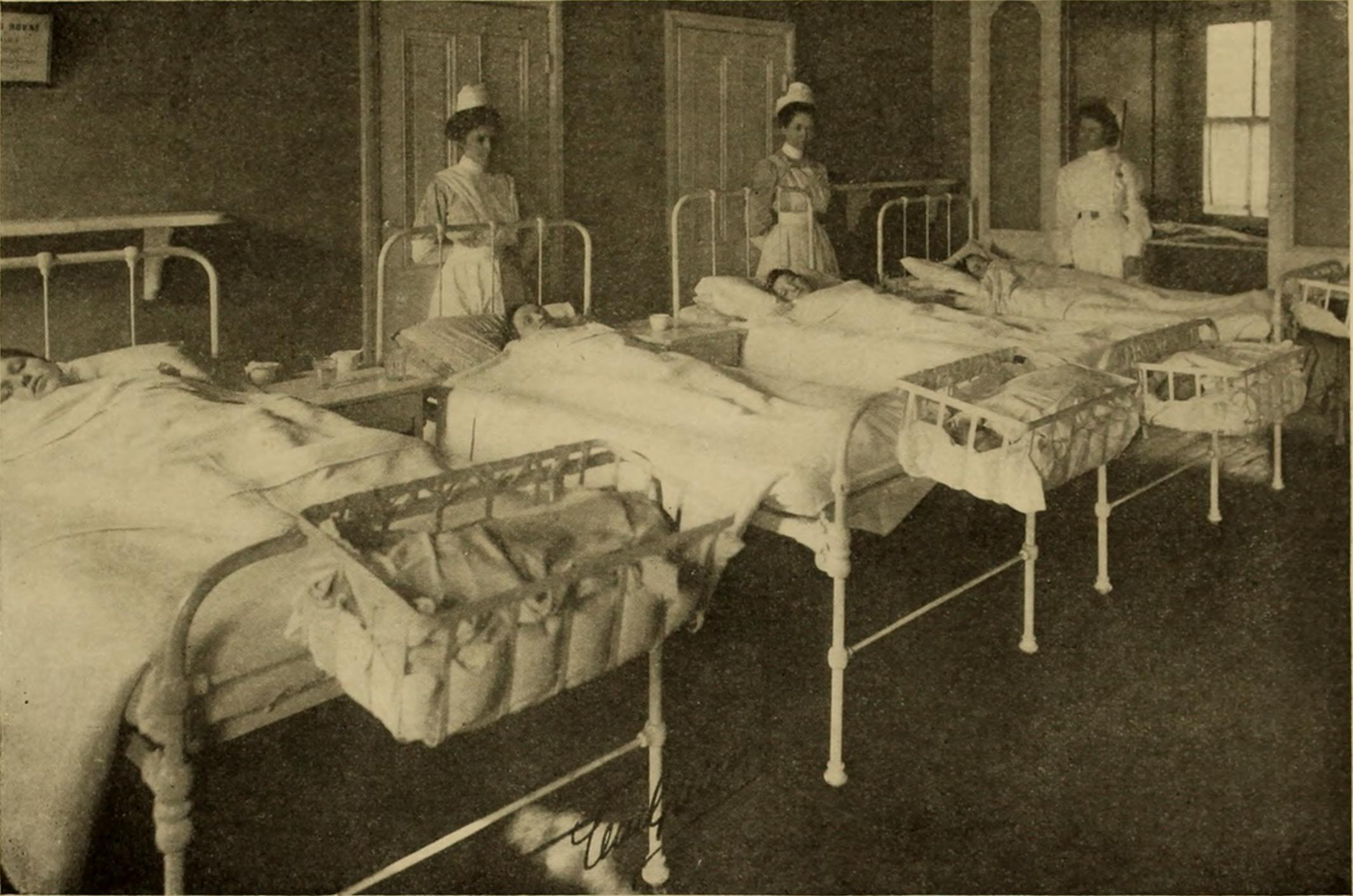
Foto proveniente dall'annuario del 1911

La controparte, ossia la Facoltà del Woman's Medical College of Pennsylvania, replicò con una lettera due mesi dopo, in cui sosteneva:
Riteniamo, come pure fanno i medici maschi, che la scienza sia impersonale e che l'alto obiettivo di dare sollievo all'umanità sofferente santifichi ogni incombenza (…).»
(Ann Preston, M. D., direttrice)
A seguito di questa vicenda, soprattutto grazie al consenso creatosi, venne consentito alle donne la possibilità di seguire le lezioni di clinica presso gli ospedali, anche se in una classe separata rispetto ai colleghi maschi.
Le studentesse furono presto insoddisfatte dalla disuguaglianza di comportamento dei medici, che sottoponevano i casi migliori alla classe maschile, mentre alla classe femminile lasciavano casi di poco conto. Edward T. Bruen, membro dello staff frequentante, per eliminare il malcontento delle studentesse introdusse delle classi private nei reparti di medicina dell’ospedale di Philadelphia, mentre nessun ospedale della città offrì migliori opportunità per lo studio dei casi clinici.

## Curiosità

### Primo manichino
Il primo manichino di dissezione del College fu acquistato, intorno al 1855, da Elwood Harvey, uno dei primi professori del Woman’s Medical College of Pennsylvania: egli ottenne i soldi per acquistare il prodotto grazie all’aiuto che diede nel salvare una ragazza di colore, Anne Maria Weems, costretta alla schiavitù, scappata nel settembre del 1855 e ricercata dalle autorità. Harvey, dopo aver trovato la ragazza a Washington e averla fatta vestire da uomo, finse che fosse il proprio cocchiere e che fosse di ritorno in Pennsylvania dopo una riunione alla Casa Bianca. Con l'aiuto del proprio avvocato riuscì a portare in salvo la ragazza e ottenne in cambio i 300 dollari che usò per acquistare il manichino.

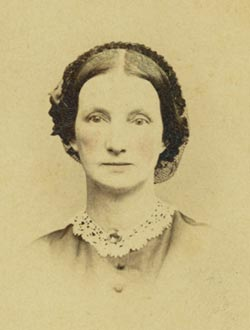
Ann Preston

### Primati
- Ann Preston (1º dicembre 1813 – 18 aprile 1872), della classe 1851, fu la prima donna a ricoprire la carica di decano in una scuola di medicina americana[17].
- Hannan Longshore (30 maggio 1819 – 19 ottobre 1901), della classe 1851, sorella del fondatore Joseph S. Longshore, si laureò nella prima classe e fu la prima donna a praticare la professione medica a Philadelphia[18][19].
- Emeline Horton Cleveland (22 settembre 1829 – 8 dicembre 1878), della classe 1855, insegnò al College e divenne una delle prime donne americane a eseguire interventi chirurgici importanti, tra cui la prima ad asportare i tumori alle ovaie[20].
- Rebecca J. Cole (16 marzo 1846 – 14 agosto 1922), della classe 1863, diventò la seconda donna afro-americana a ricevere una laurea in medicina negli USA (dopo Rebecca Lee Crumpler che si laureò nel New England Female College nel 1864)[21].Susan La Flesche Picotte

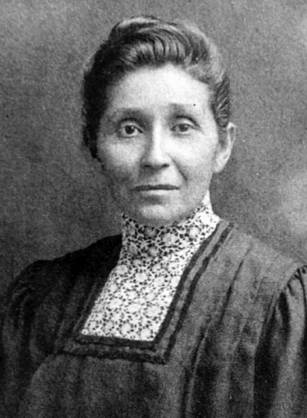
Susan La Flesche Picotte

- Clara Swain (18 luglio 1834 – 25 dicembre 1910), della classe 1869, fu la prima donna medico missionaria al mondo, dedicando la propria vita ad assistere in tutti i campi medici le donne meno fortunate in India. La dottoressa Swain decise di istituire ospedali sostitutivi a zenanas, come venivano chiamati gli appartamenti per donne in India. Ebbe così tanto successo nel dimostrare il valore dei suoi servizi ai malati, che due potentati indiani, il Newab o Rampore e il Rajah di Khetri, le offrirono i fondi per la creazione di ospedali per donne e bambini nelle loro province[22].
- Clara Marshall (8 maggio 1847 – 13 marzo 1931), della classe 1871, fu la prima donna a frequentare le lezioni presso il Philadelphia College of Pharmacy ed è una delle più importanti bibliografe del WMCP[23].
- Verina Harris Morton Jones (28 gennaio 1865 – 3 febbraio 1943), della classe 1884, diventò la prima donna autorizzata a praticare medicina nello stato del Mississippi, fondò e guidò la Lincoln Settlement House[24].
- Halle Tanner Dillon Johnson, (17 ottobre 1864 – 26 aprile 1901), della classe 1887, fu la primissima donna a lavorare come medico in Alabama (ma solo dopo che passò i 10-days Alabama State medical exam, descritti come particolarmente difficili dal The New York Times)[25].
- Susan La Flesche Picotte (17 giugno 1865 – 18 settembre 1915), della classe 1889, si laureò come migliore della sua classe e diventò la prima dottoressa nativa americana del paese[26].
- Matilda Evans (13 maggio 1872 – 17 novembre 1935), della classe 1897, fu la prima dottoressa in South Carolina[27].

## Sedi
Il primo luogo dove si svolsero le lezioni del College fu una grande casa su Arch Street. Il primo presidente, William J. Mullen, un uomo che disponeva di importanti risorse finanziarie, acquistò il contratto di locazione del numero 627 di Arch Street e ristrutturò la casa a proprie spese, ma fu necessario utilizzare le stanze sul retro dell'abitazione per proteggere le studentesse dagli scherni che subivano quando si trovavano nella parte anteriore dell'edificio. Fu solo nel 1850 che i fondatori furono in grado di mettere insieme le strutture mediche, il personale docente e il corpo studentesco necessari per aprire il College. Le strutture didattiche furono poi spostate dal sito originale di Arch Street in una stanza affittata nel Woman’s Hospital of Philadelphia, che includeva uno spazio dedicato alla microscopia, una biblioteca e un laboratorio di chimica, oltre ad aule di dissezione. Nel 1903 fu poi aperto il nuovo campus nell'East Falls, al cui interno fu costruito un piccolo ospedale sia per gli uomini che per le donne, in cui vi era persino una sala chirurgica.

## Il college oggi
Nonostante le crisi finanziarie e grazie ai numerosi finanziamenti, lo storico College per sole donne riuscì a sopravvivere autonomamente fino al 1969 quando, a causa delle ripetute pressioni, si decise di ammettere anche gli uomini, venendo rinominato per l’occasione Medical College of Pennsylvania. Nel 1993 il College e l'ospedale si unirono con la scuola di medicina di Hahnemann e nel 2002 i due college divennero l’attuale Drexel University College of Medicine.